# 趙整
趙 整（ちょう せい、生没年不詳）は、五胡十六国時代前秦の人物。字は文業。趙正とも記載される。略陽郡清水県の出身。

## 生涯
18歳の時に苻堅に仕え、著作郎に任じられた。
その後、黄門侍郎・武威郡太守に昇進した。
374年、冠軍将軍慕容垂の夫人は苻堅より寵愛を受けており、後庭において苻堅は夫人を輦に乗せて戯れていた。これを見た趙整は『不見雀来入燕室、但見浮雲蔽白日（雀が燕室に入ってくるのは見えずとも、浮雲が白日を蔽っているのは見える）』と歌った。これを聞いた苻堅は様子を改めて趙整に謝罪し、夫人に輦から降りるよう命じた。
後に秘書侍郎に任じられた。
同年12月、ある人が明光殿に侵入すると、大声を上げて「甲申・乙酉の年（384年・385年）、魚羊が人を食う。悲しいかな。残るものはないであろう！」と言った。苻堅はこの者を捕らえるよう命じたが、すぐにその姿は見えなくなった。これを受け、趙整は秘書監朱肜と共に諸々の鮮卑を誅殺するよう固く請うた（魚と羊を合わせると鮮となる）が、苻堅は聞き入れなかった。果たして苻堅は384年に鮮卑の反乱に遭い、翌年には命を落とすこととなった。
378年9月、苻堅は群臣と共に酒宴を催すと、朱肜を酒正とし、酔いつぶれる限界まで飲み続けるよう群臣へ命じた。これを見た趙整は《酒徳之歌》を作り『地列酒泉、天垂酒池、杜康妙識、儀狄先知。紂喪殷邦、桀傾夏国、由此言之、前危後則（地は酒泉を列し、天は酒池を垂れる。杜康はこれに精通し、儀狄はこれを先んじて知る（いずれも始めて酒を造ったとされる人物）。紂は殷邦を失い、桀は夏国を傾けた。これより考えると、前に危きがあれば後は則るであろう）』と戒めた。苻堅はこれに大いに喜び、趙整に命じてこれを酒戒の書とし、自らが群臣と宴を行う際も礼飲するのみに留めた。
380年、苻堅は三原・九嵕・武都・汧・雍にいる氐人15万戸を分けて各地方に散居させ、諸々の宗親にこれを領させた。これを聞いた趙整は宴の席で傍に侍ると、琴を演奏して歌いながら『阿得脂，阿得脂，博労舅父是仇綏，尾長翼短不能飛。遠徙種人留鮮卑，一旦緩急當語誰！（種人（氐人）を遠くへ移して鮮卑を留めていては、一旦事態が急変した時に誰を頼みとしましょうか）』と述べ、この措置を喪乱流離の象であると訴えた。苻堅はこれに笑みを浮かべたが、従う事はなかった。
苻堅は治世末年になると、鮮卑らを寵遇して惑わされ、政治を怠るようになった。趙整はまた琴を奏でながら歌って『昔聞孟津河、千里作一曲、此水本自清、是誰攪令濁（昔、孟津河に聞くに、千里は一曲をなして曰く「この水はもともと自ずから清きに誰が乱して濁させるか」）』と諌めた。苻堅はこれを聞いて振る舞いを改めて「これは朕のことであるか」と言った。また、歌って「北園有一棗、布葉垂重蔭、外雖饒棘刺、内実有赤心（北の園に一つの棗あり、葉を布いて重陰を垂る。外においては棘刺が饒いと雖も、内においては真に赤心があり）」と言うと、苻堅は笑って「まさに趙文業であるな」と感嘆した。その機転が利いてこれを素早く言葉にし、戯れる様はいずれもこのようなものだった。
後に関中では仏法が盛んである事から、苻堅へ出家したいと求めたが、苻堅は彼を惜しんで許さなかった。
385年に苻堅が死すと、趙整はその志を遂げて出家し、名を道整と改めると『我生何以晩、泥洹一何早、歸命釋迦文、今来授大道（我は晩をもってどうして生まれたか。泥洹を全うするのにどうして早いであろうか。釈迦文に命を帰し、今来して大道を授かる）』という頌を作った。
趙整は前秦に仕えていた頃に国史の編纂に参画しており、前秦滅亡後もその著述を続け、商の地に隠遁した後に『南』を著作した。その後、商洛山に隠居すると経律に専ら励んだ。国史の著述も引き続き行い、馮翊出身である車頻から経費の援助を受け、『始』を著作した。
東晋の雍州刺史郗恢は趙整の風尚（気高いさま）を敬い、同遊を迫ったという。
その後、襄陽において亡くなった。このとき60歳余りであったという。
趙整の死後、宋の梁州刺史吉翰は車頻に命じて書の編纂を引き継がせ、432年に初めて451年には完成し、全三巻となった。

## 人物
もともと鬚が生えておらず、体は痩せこけていた。また、妻・妾はいたものの子がいなかった。その為、当時の人々は彼を宦官だと見なしていたという。
聡明で物事に通じており、その学問は朝廷・地方に並ぶものがおらず、主君へは幾諫（穏やかに諫める事）を好み、発言を避けるようなことはなかった。
博聞にして記憶力があり、文章をよく作った。直言を好み、苻堅へ上書・面諫すること50回以上に及んだ。
また、仏教を崇拝しており、当時ほとんど漢語になっていなかった経典の訳出に励み、その普及に大いに貢献したという。